# Conjunt canònic
En mecànica estadística, un conjunt canònic és el conjunt estadístic que representa els estats possibles d'un sistema mecànic en equilibri tèrmic amb un bany de calor a una temperatura fixa. El sistema pot intercanviar energia amb el bany de calor, de manera que els estats del sistema diferiran en energia total.
La principal variable termodinàmica del conjunt canònic, que determina la distribució de probabilitat dels estats, és la temperatura absoluta (símbol:T). El conjunt normalment també depèn de variables mecàniques com ara el nombre de partícules del sistema (símbol: N ) i el volum del sistema (símbol: V), cadascuna de les quals influeix en la naturalesa dels estats interns del sistema. Un conjunt amb aquests tres paràmetres, que s'assumeixen constants perquè el conjunt es consideri canònic, de vegades s'anomena conjunt NVT.
El conjunt canònic assigna una probabilitat P a cada microestat diferent donada per l'exponencial següent:
{\displaystyle P=e^{(F-E)/(kT)},}
on E és l'energia total del microestat, i k és la constant de Boltzmann.
El nombre F és l'energia lliure (concretament, l'energia lliure de Helmholtz) i se suposa que és una constant perquè un conjunt específic es consideri canònic. Tanmateix, les probabilitats i F variaran si es seleccionen diferents N, V, T. L'energia lliure F compleix dues funcions: primer, proporciona un factor de normalització per a la distribució de probabilitats (les probabilitats, sobre el conjunt complet de microestats, han de sumar un); segon, moltes mitjanes importants de conjunt es poden calcular directament a partir de la funció F(N, V, T).
Una formulació alternativa però equivalent per al mateix concepte escriu la probabilitat com
{\displaystyle \textstyle P={\frac {1}{Z}}e^{-E/(kT)},}
utilitzant la funció de partició canònica
{\displaystyle \textstyle Z=e^{-F/(kT)}}
més que l'energia lliure. Les equacions següents (en termes d'energia lliure) es poden repetir en termes de la funció de partició canònica mitjançant manipulacions matemàtiques simples.
Històricament, el conjunt canònic va ser descrit per primera vegada per Boltzmann (que el va anomenar holode ) el 1884 en un article relativament desconegut. Més tard va ser reformulat i investigat àmpliament per Gibbs el 1902.

## Aplicabilitat del conjunt canònic
El conjunt canònic és el conjunt que descriu els estats possibles d'un sistema que es troba en equilibri tèrmic amb un bany de calor (la derivació d'aquest fet es pot trobar a Gibbs).
El conjunt canònic s'aplica a sistemes de qualsevol mida; tot i que cal suposar que el bany de calor és molt gran (és a dir, prendre un límit macroscòpic), el sistema en si pot ser petit o gran.
La condició que el sistema estigui aïllat mecànicament és necessària per garantir que no intercanvii energia amb cap objecte extern a part del bany de calor. En general, és desitjable aplicar el conjunt canònic als sistemes que estan en contacte directe amb el bany de calor, ja que és aquest contacte el que assegura l'equilibri. En situacions pràctiques, l'ús del conjunt canònic sol justificar-se o bé 1) assumint que el contacte és mecànicament feble, o 2) incorporant una part adequada de la connexió del bany de calor al sistema analitzat, de manera que la influència mecànica de la connexió sobre el sistema es modela dins del sistema.
Quan l'energia total és fixa però l'estat intern del sistema és desconegut, la descripció adequada no és el conjunt canònic sinó el conjunt microcanònic. Per als sistemes on el nombre de partícules és variable (a causa del contacte amb un dipòsit de partícules), la descripció correcta és el gran conjunt canònic. En els llibres de text de física estadística per a sistemes de partícules en interacció se suposa que els tres conjunts són termodinàmicament equivalents: les fluctuacions de les magnituds macroscòpiques al voltant del seu valor mitjà es fan petites i, a mesura que el nombre de partícules tendeix a l'infinit, tendeixen a desaparèixer. En aquest darrer límit, anomenat límit termodinàmic, les restriccions mitjanes es converteixen efectivament en restriccions dures. L'assumpció de l'equivalència de conjunt es remunta a Gibbs i s'ha verificat per a alguns models de sistemes físics amb interaccions de curt abast i subjectes a un nombre reduït de restriccions macroscòpiques. Malgrat que molts llibres de text encara transmeten el missatge que l'equivalència d'un conjunt té per a tots els sistemes físics, durant les últimes dècades s'han trobat diversos exemples de sistemes físics per als quals es produeix una ruptura de l'equivalència de conjunt.

## Propietats
- Unicitat: el conjunt canònic es determina de manera única per a un sistema físic donat a una temperatura determinada, i no depèn d'eleccions arbitràries com ara l'elecció del sistema de coordenades (mecànica clàssica), o la base (mecànica quàntica) o del zero d'energia. El conjunt canònic és l'únic conjunt amb constants N, V i T que reprodueix la relació termodinàmica fonamental.
- Equilibri estadístic (estat estacionari): un conjunt canònic no evoluciona amb el temps, malgrat que el sistema subjacent està en constant moviment. Això es deu al fet que el conjunt és només una funció d'una quantitat conservada del sistema (energia).
- Equilibri tèrmic amb altres sistemes: dos sistemes, cadascun descrit per un conjunt canònic d'igual temperatura, posats en contacte tèrmic, conservaran cadascun el mateix conjunt i el sistema combinat resultant es descriu per un conjunt canònic de la mateixa temperatura.
- Entropia màxima: per a un sistema mecànic donat (fix N, V), la mitjana del conjunt canònic −⟨log P⟩ (l'entropia) és el màxim possible de qualsevol conjunt amb la mateixa ⟨E⟩.
- Energia lliure mínima: per a un sistema mecànic determinat (fix N, V) i un valor donat de T, la mitjana del conjunt canònic ⟨E + kT log P⟩ (l'energia lliure de Helmholtz) és la més baixa possible de qualsevol conjunt. Això es veu fàcilment equivalent a maximitzar l'entropia.